# 邓书弟
邓书弟（1991年9月10日—），中国男子競技體操運動員。

## 簡歷
邓书弟五岁半开始练体操。及至2004年，13岁的他就首次参加中国国家体操队集训，但在此后多年，他經歷過「三进三出」，始终没有留在国家队。
2011年，邓书弟回省队后，跟隨教练袁洪星。一年后，他再次被国家队召唤，终于坐稳了主力位置。
2015年，邓书弟在格拉斯哥舉行的世界競技體操錦標賽上拿到男子全能铜牌，这是自從名將杨威退役后，中国全能选手首次在世界大赛上再获奖牌。
2016年，邓书弟带领贵州队在全国锦标赛暨奥运选拔赛，拿到男团三连冠。2016年8月里约奥运会中，张成龙、林超攀、邓书弟、尤浩、刘洋为中国军团摘获一枚铜牌。
2018年8月22日进行的雅加达亚运会男子体操团体赛争夺中，以肖若腾、林超攀、邹敬园、邓书弟、孙炜组成的中国队以总成绩260.950分成功战胜日本获得冠军。同月，他在男子吊環決賽中以14.75的獲得金牌，日本隊野野村笙吾第二，台灣隊陳智郁收獲銅牌。

## 外部連結
- Deng Shudi在国际体操联合会的相关介绍